# الكرد الكلهورية
كلهور هي قبيلة كُرديّة عريقة، ينتمون لمذهب الشيعي من الإسلام، ومن الطوائف الكبيرة المستقلة والمنتشرة في كردستان إيران امتداداً من شمال محافظة إيلام إلى شمال محافظة كرماشان أو كرمانشاه، تمثل العشيرة كأكبر عشيرة في كرماشان وتعد أصل العشائر الكردية الأخرى، كما للقبيلة تاريخ نضالي مشرف في مواجهة الطغيان في الحقب المظلمة في تاريخ بلاد فارس فإن أغلب ملوك الدولة العيلامية هي من عشيرة الكلهور، وتعد من العشائر المثقفة والمتميزة بالفنون الموسيقية الكردية الأصيلة. تعد مدينة كرماشان وبالتحديد مدينة قوخ الأثريه التي تعد الموطن الام للكرد الكلهور من المناطق السياحية الخلابة بالطبيعة وتشتهر مدينة قوخ بالزراعة لاسيما زراعة البصل والثوم، كما هناك تسمية أخرى للمدينة هي «شيان بياز خور» أي موطن البصل. هذه المدينة العريقة واجهت العديد من الاضطهاد لسكانها كونها منبع المقاومة ضد الطغاة لاسيما نظام رضا بهلوي حيث الكرد واجهوا ظلم شاه إيران.
وعندما قضى الشاه إسماعيل الصفوي نحو عام 1523م استغل زعيم القبيلة «ذوالفقار» (كان حاكماً على مناطق كلهور) فرصة وفاة الشاه إسماعيل الصفوي وضعف الدولة الصفوية فزحف على بغداد وقتل حاكمها الصفوى إبراهيم خان حاكم بغداد الذي عينه الشاه إسماعيل الصفوي واستولى على بغداد وجعل نفسه سيد بغداد والمنطقة كلها وذلك في عام 1524م.
كان (ذو الفقار زعيم قبيلة موصلو الكهلورية الكردية) يدرك انه لا قبل له بالصفويين وقوتهم، فأرسل رسالة إلى السلطان سليم الأول العثماني يعرب فيها عن ولائه، واعتقد انه نجح في تأسيس الدولة الكردية الموالية للعثمانيين. ولم يكن من المنتظر أن يسكت الشاه طهماسب الأول ابن الشاه إسماعيل الصفوي عن ولاية غنية (كبغداد) التي لها أهميتها بالنسبة الشيعة وتضم عتباتهم المقدسة.فجهز حملة كبيرة على بغداد عام 1530 م وحاصرها طويلاً فقاومه ذو الفقار مقاومة شديدة، ولما استعصت عليه اتصل سراً بـشقيقي ذوالفقار (علي بك وأحمد بك) حيث كانت الغيرة تقرح قلبهما فقتلا أخاهما وسلما مفتاح المدينة إلى الشاه طهماسب، وذلك في عام 1529م، وبذلك حققت الخيانة ما عجز السلاح عن تحقيقه وهكذا انتهى حكم الدولة الكلهورية الكردية بعد مرور ست سنوات على قيامها، وعاد الحكم الصفوي إلى حين احتلال السلطان سليمان القانوني لبغداد عام 1534م.